# Reparato
Reparato (... – post 680) è stato un vescovo italiano, vescovo di Firenze nel VII secolo.

## Biografia
Di lui non si hanno molte notizie certe, l'unica storicamente accertata è che fu presente al sinodo di Roma indetto da papa Agatone contro l'eresia dei monoteliti. La sua sottoscrizione compare tra Sereno, vescovo di Populonia, e Valeriano, presule di Roselle. Il sinodo si svolse il 27 marzo 680.
Sul documento compare la firma in latino con una breve iscrizione: